# Kaiser Wilhelm II. (Schiff, 1900)
Die Kaiser Wilhelm II. war ein Linienschiff der Kaiserlichen Marine. Das Schiff wurde als Panzerschiff I. Klasse „Ersatz Friedrich der Große“ 1896 auf der Kaiserlichen Werft Wilhelmshaven auf Kiel gelegt. Im Jahre 1899 erfolgte die Umklassifizierung zum Linienschiff.

## Geschichte
Die Schiffstaufe beim Stapellauf vollzog der Bruder des Kaisers und Namensgebers, Prinz Heinrich von Preußen.
Nach den Werftprobe- und Abnahmefahrten stellte das Schiff offiziell am 13. Februar 1900 beim I. Geschwader der Aktiven Schlachtflotte in Dienst und wurde zugleich Flottenflaggschiff. In diesem Verband versah es seinen Flottendienst, nahm an Manövern sowie Ausbildungsreisen teil und erfüllte die repräsentativen Pflichten des Flottenflaggschiffs auf Auslandsreisen und bei Empfängen. Diese Rolle währte bis zur Indienststellung des neuen Flaggschiffs Deutschland im Jahr 1906.
Anschließend wurde die Kaiser Wilhelm II. Flaggschiff des I. Geschwaders bis zur Außerdienststellung 1908. In den folgenden zwei Jahren wurden bei der Bauwerft umfangreiche Modernisierungsmaßnahmen und Umbauten durchgeführt. Danach wurde die Kaiser Wilhelm II. Stammschiff der Reserve-Division Ostsee.
Mit Kriegsausbruch 1914 erfolgte die Reaktivierung und Zuteilung zum V. Geschwader. Die Verwendung beschränkte sich anfangs auf den Küstenschutz in der Nordsee und sporadische Unternehmungen in der Ostsee. Ab März 1915 wurde das Schiff (zusammen mit den anderen Schiffen der Kaiser-Friedrich-III.-Klasse) aus der Front gezogen, die Besatzung reduziert und die Artillerie ausgebaut. Mit dem 5. März 1915 erfolgte die Verlegung nach Wilhelmshaven und dort am 26. April des Jahres die Übernahme der Funktion als Stabsschiff des Kommandos der Hochseeflotte. Scherzhaft wurde dafür die Bezeichnung Stabsarche geprägt.
Die endgültige Außerdienststellung war am 10. September 1920, die Streichung aus der Liste der Kriegsschiffe am 17. März 1921. Das Schiff wurde dann bis 1922 auf der Köhlbrandwerft in Hamburg-Altenwerder abgewrackt. Die Schiffsglocke befindet sich im Militärhistorischen Museum der Bundeswehr in Dresden.

## Umbau
Während des großen Umbaus 1908 bis 1910 wurde das Aussehen des Schiffes wesentlich verändert. Die zwei Decks hohen Mittschiffsaufbauten wurden entfernt, die Schornsteinummantelungen auf die untere Hälfte beschränkt. An die Stelle der Gefechtsmasten traten schlanke Stengenmasten. Die vier 15-cm-Kassemattgeschütze im Batteriedeck wurden ausgebaut, die Leichte Artillerie um zwei 8,8-cm-Geschütze verstärkt und ihre Aufstellung verändert, wohingegen die zwölf Revolverkanonen entfernt wurden. Ebenso wurde das schwenkbare 45-cm-Überwasser-Torpedorohr im Heck entfernt. Die vormals plumpen und topplastigen Schiffe machten nach dem Umbau einen ziemlich kahlen Eindruck.

## Kommandanten
13. Februar 1900 bis 21. September 1908
- Kapitän zur See Georg Scheder: von Februar 1900 bis September 1900
- Kapitän zur See Adolf Thiele: von September 1900 bis Oktober 1901
- Kapitän zur See Ernst Gülich: von November 1901 bis September 1903
- Kapitän zur See Carl Coerper: von September 1903 bis September 1904
- Kapitän zur See Wilhelm von Lans: von September 1904 bis September 1906
- Korvettenkapitän Karl von Restorff: September/Oktober 1906 als Erster Offizier in Vertretung
- Kapitän zur See Johannes Schröder: Von Oktober 1906 bis September 1907
- Fregattenkapitän/Kapitän zur See Oskar von Platen-Hallermund: von September 1907 bis September 1908

14. Oktober 1910 bis 9. Mai 1912
- Kapitän zur See Richard Lange

5. August 1914 bis 10. September 1920
- Kapitän zur See Otto Kranzbühler: von August 1914 bis Juli 1915
- Kapitänleutnant Karl Laubert: Juli 1915 mit der Wahrnehmung der Geschäfte beauftragt
- Kapitän zur See z. D. Eugen Kühnemann: von Juli 1915 bis November 1918
- Korvettenkapitän Hellmuth von Hugo: von November 1918 bis 1919
- unbekannt: von 1919 bis September 1920